# Faïence de Strasbourg
 (mars 2022).
Si vous disposez d'ouvrages ou d'articles de référence ou si vous connaissez des sites web de qualité traitant du thème abordé ici, merci de compléter l'article en donnant les références utiles à sa vérifiabilité et en les liant à la section « Notes et références ».

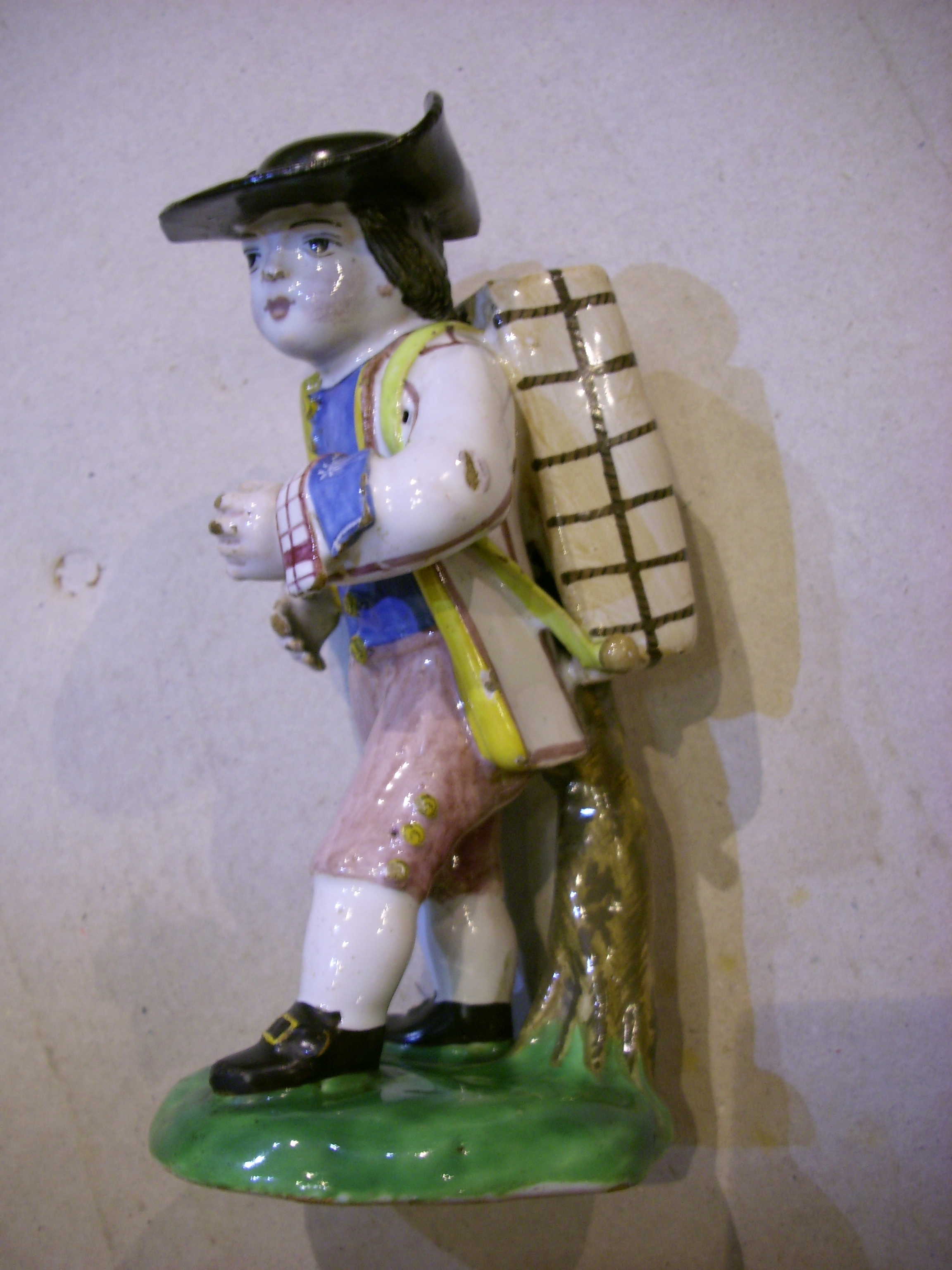
Personnage en faïence par Paul-Adam Hannong, musée du pain d'épice de Gertwiller

L'expression faïence de Strasbourg se réfère aux faïences produites par les faïenceries de Strasbourg et de Haguenau à Strasbourg au cours du XVIIIe siècle.

## Les débuts: Jean Henri Wachenfeld
Jean Henri Wachenfeld (de), vraisemblablement originaire d'Anspach en Franconie (Bavière du nord), est donné par Tainturier comme ouvrier mouleur et peut-être modeleur, transfuge de Meissen en Saxe. Avec un autre transfuge de Meissen, il aurait tenté de fonder une manufacture à Anspach en 1718, sans succès. Quittant la Bavière pour échapper aux poursuites de l'électeur de Bavière, Wachenfeld se retrouve à Strasbourg. 
Il prend d'abord contact avec des potiers locaux, notamment l'un d'eux établi près du pont du Brochet auquel il demande d'utiliser son four. Après refus, il cherche un emplacement pour son four près de l'aumônerie de Saint-Marc, puis près de l'atelier de la ville (le Zimmerhof), essuie d'autres refus, s'adresse au comte Du Bourg (intendant de la province) et au préteur royal de Klinglin (père de François-Joseph de Klinglin) à qui il présente des épreuves « assez réussies ». Ces deux notables le recommandent auprès du Comité des directeurs des bâtiments de Strasbourg, qu'il sollicite le 21 octobre 1719 par l'intermédiaire de l'ammeister
Le Comité visite le Zimmerhof le même jour pour déterminer un emplacement pour le four, et est de nouveau sollicité le 26 octobre suivant ; le 31 octobre le Comité ordonne à l'architecte de la ville d'aménager in logement pour Wachenfeld dans l'habitation des contremaîtres et de construire un four à côté, séparé du chantier par des palissades. À Pâques 1720 il doit laisser cette place aux charpentiers et la Ville lui construit un nouveau four à la recette de l'aumônerie de Saint-Marc. Tainturier mentionne que les matériaux utilisés par l'architecte sont de si mauvaise qualité que le four s'est écroulé trois fois lors de cuissons, sans préciser de quel four il s'agit - celui du Zimmerhof ou celui de l'aumônerie ; et cet architecte a mauvaise opinion de Wachenfeld, « ce mouleur qui n'entend rien à son art ». 
Wachenfeld n'en est qu'au stade des essais. Il lui manque les matières premières nécessaires, et notamment le kaolin puisque toutes les carrières de kaolin connues à l'époque sont en rive droite du Rhin et bien gardées. Ainsi le 23 août 1720 il prélève aux abords de la porte de l'Hôpital des voiturées de terre pour sa "poterie de porcelaine". 

Nonobstant l'opinion de l'architecte, lorsque Wachenfeld se joint à Charles-François Hannong pour demander le 15 septembre 1721 le transfert de son entreprise dans l'habitation de Hannong, la demande est agréée en considération de ce que « ladite fabrique, laquelle est la première dans le pays, a été utile non seulement à la ville, mais encore à toute la province. » Wachenfeld a donc réussi à obtenir quelque résultat et ses produits se sont répandus alentour. 
Est-ce bien de la porcelaine ? Il semble que oui : la demande de transfert du 15 septembre 1721 mentionne expressément la construction d'un four à porcelaine et la continuation de la fabrication de porcelaine.

Marques de fabrique possibles de Wachenfeld ?
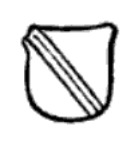
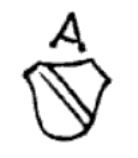

Les marques de fabrique ci-dessus sont tentativement données comme les marques de Wachenfeld par Tainturier ; elles figurent l'écu barré de la ville de Strasbourg, qui se rencontre fréquemment sur des pièces de service et des figurines généralement blanches, d'une pâte assez fine et d'origine certainement rhénane. La lettre A qui l'accompagne quelquefois est attribuée à la ville d'Anspach, d'où vient Wachenfeld. Tainturier précise cependant que certaines pièces portant cette marque, notamment des figurines, sont d'un style indiquant clairement le milieu du XVIIIe siècle ; et il suggère que ces marques pourraient appartenir à Paul Hannong vers 1750.

## Les Hannong
Trois générations de la famille Hannong ont dirigé et fondé au cours du XVIIIe siècle (entre 1721 et 1784) les manufactures de faïence de Strasbourg et Haguenau en Alsace, et la manufacture de porcelaine de Frankenthal dans le Palatinat.[réf. nécessaire]
Plusieurs types productions, d'une technicité toujours plus grande, sont distingués : les faïences de grand feu bleues de 1721 à 1730, puis polychromes de 1730 à 1745. L'apparition d'une « technique mixte » de cuisson entre 1735 et 1745 avec de nouveaux décors, fleur des Indes, scènes de chasse, chinoiseries ou sujets bibliques ; puis entre 1745 et 1781, les faïences de petit feu décorées au pourpre de Cassius dans les deux qualités de décor qui seront enseignées à l'école de peinture de la manufacture. Entre 1765 et 1775 apparaissent des décors au chinois et des pièces de forme décoratives en trompe-l'œil, surtouts de table, flambeaux, statuettes. Les Hannong fabriquent de la porcelaine dure entre 1752 et 1755 puis de 1774 à 1779.[réf. nécessaire]

### Charles-François Hannong

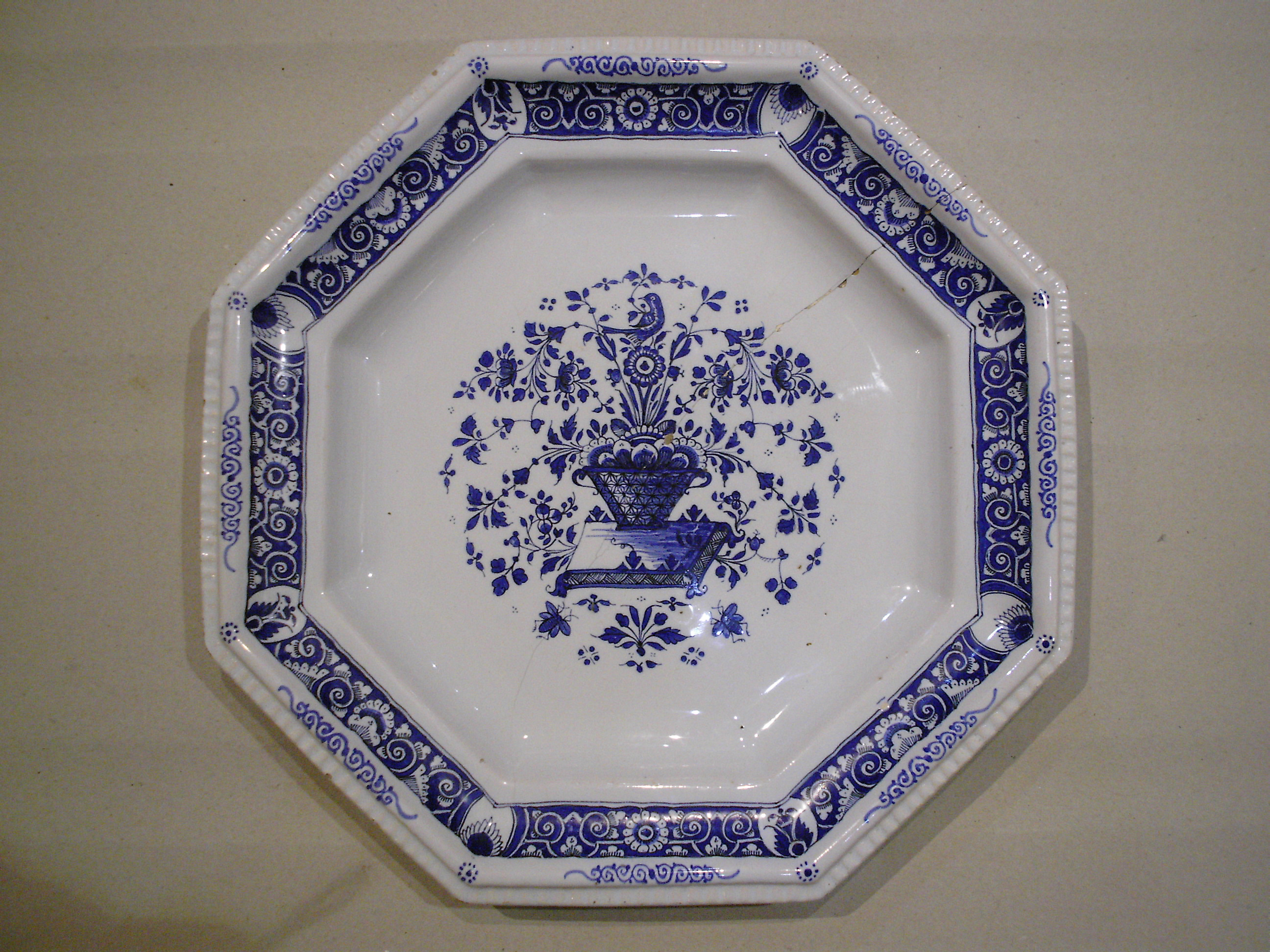
Assiette Charles-François Hannong, musée du pain d'épice de Gertwiller

Charles-François Hannong (Maastricht, vers 1669 - Strasbourg (?) 1739) est de nationalité hollandaise. Il épouse à Cologne Anne Nikke, fille d'un fabricant de pipes en terre ; Paul-Adam naît en 1700, Balthazar en 1703. 
La famille s'installe à Strasbourg en 1709 
et Charles-François ouvre une petite fabrique de pipes en terre 
dans la rue du Foulon, 
devenue la rue Hannong. Ce n'est peut-être pas indifférent car il s'agit à l'époque, comme celle des poêles en faïence, d'une fabrication technologique qui exige des pâtes parfaites et fines, devant résister à de hautes températures.
1721 le voit associé avec Jean Henri Wachenfeld (de), dans la requête du 15 septembre 1721 adressée au Conseil des XXI pour obtenir l'autorisation de déménager la manufacture de Wachenfeld jusqu'au logis de Hannong. Mais il semble que l'association n'a pas duré car le nom de Wachenfeld n'apparaît plus par la suite ; on le retrouve plus tard à Durlach, où il a monté une  manufacture que Balthazar Hannong tente vainement de racheter en 1738-1739.
Hannong prend donc la direction de l'entreprise de Strasbourg et son premier mouvement est de transformer sa fabrique de pipes en faïencerie : il met ainsi à profit les connaissances de Wachenfeld et les essais continuent pour ce qui concerne la porcelaine ; car le problème subsiste de l'approvisionnement en matière première, les carrières de kaolin connues à l'époque se trouvent toutes en rive droite du Rhin et bien gardées.
Les affaires sont florissantes et il ouvre une autre fabrique en 1724, à Haguenau (actuel Bas-Rhin), à 10 lieues (40 km) au nord-est de Strasbourg. La présence de forêts et d'argile, se prêtant idéalement à la fabrication de faïence, rendent ces productions très rentables. Parallèlement à cette succursale, la fabrique de Strasbourg continue sa production.[réf. nécessaire]
En 1732, Charles-François se retire des affaires et cède ses deux manufactures à ses fils Paul-Antoine et Balthazar.

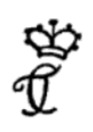
Première marque de fabrique sous Paul-Adam Hannong

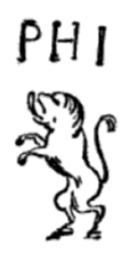
Feuxième marque de fabrique sous Paul-Adam Hannong

### Paul-Adam Hannong
En 1732, Paul-Adam et Balthazar sont associés pour les deux manufactures de Strasbourg et d'Haguenau. Le 20 avril 1737 les deux frères se séparent et la société est dissoute. Paul-Adam prend la tête de la manufacture de Strasbourg et Balthazar celle de Haguenau. En 1738 Paul rachète la manufacture de Haguenau et la loue à Balthazar pour 500 florins à partir de Noël 1738, pour neuf années consécutives. Le bail est daté du 13 janvier 1739 ; Balthazar a l'intention de racheter la faïencerie de Wachenfeld à Durlach, mais sa tentative se solde par un échec. Puis Paul reprend la direction de la manufacture de Haguenau en 1742.
À la tête des deux manufactures, Paul-Adam expérimente la polychromie. Ces essais relèvent désormais de l'appellation « technique mixte » : utilisation de la technique de petit feu pour cuire des couleurs de grand feu.[réf. nécessaire]
La période 1745-1748 marque l'avènement de la véritable cuisson de petit feu avec l'utilisation du pourpre de Cassius. Il est le premier à utiliser la technique de petit feu sur faïence en France. Sa démarche est déjà celle d'un porcelainier. Son désir de produire de la porcelaine comme à Meissen et d'en égaler la qualité de décor va le conduire à organiser la fabrique dans cette perspective.[réf. nécessaire] En 1748 il reconstruit entièrement son atelier de Strasbourg en l'agrandissant considérablement, ce qui fait dire à Tainturier que Löwenfinck (de) et Ringler (de) seraient venus à Strasbourg cette année-là. Tous deux viennent de la manufacture de Höchst ; Löwenfinck apporte son talent de peintre et Ringler les plans des fours de Meissen. La faïence de Höchst et celle de Strasbourg ont en commun un bel émail et des couleurs vives, qui font leur réputation. Les décors mis au point à Strasbourg égalent alors ceux de la porcelaine allemande et rencontrent un grand succès. Ses faïences de qualité exceptionnelle se retrouvent sur les tables princières de toute l'Europe.[réf. nécessaire]
Paul-Adam Hannong est le premier français à produire enfin de la porcelaine dure. Il s'est assuré le concours de Jacob Ringler, un chimiste qui a mis au point en 1752 une formule de porcelaine dure, avec du kaolin importé d'Allemagne ; cependant, en vertu du monopole attribué à Vincennes, il est contraint de s'établir au-delà des frontières. Il fonde alors en 1755 sa manufacture de porcelaine en Rhénanie-Palatinat, à Frankenthal[réf. nécessaire].

Paul-Adam Hannong
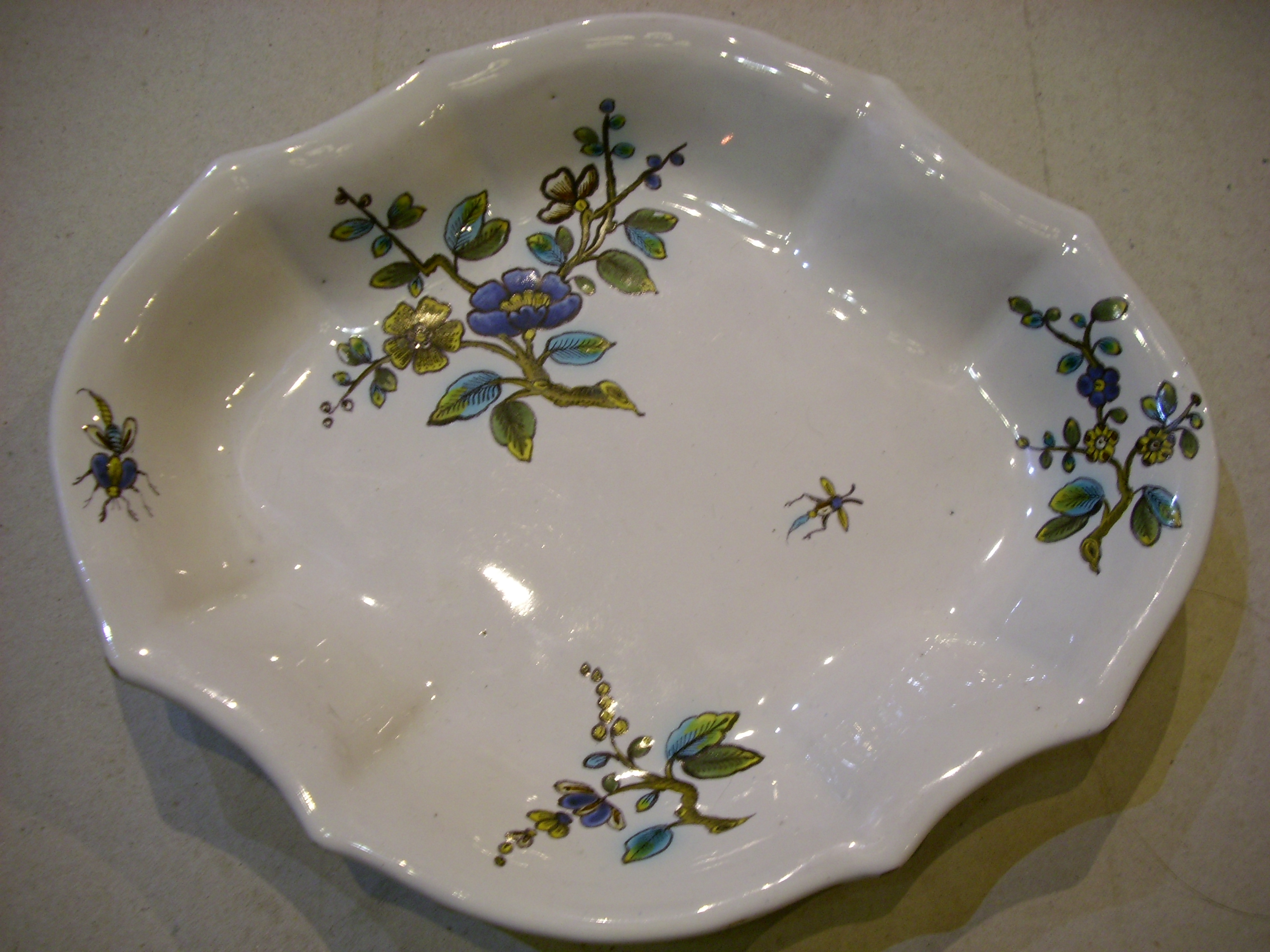
Plat de technique polychrome mixte, musée du pain d'épice de Gertwiller
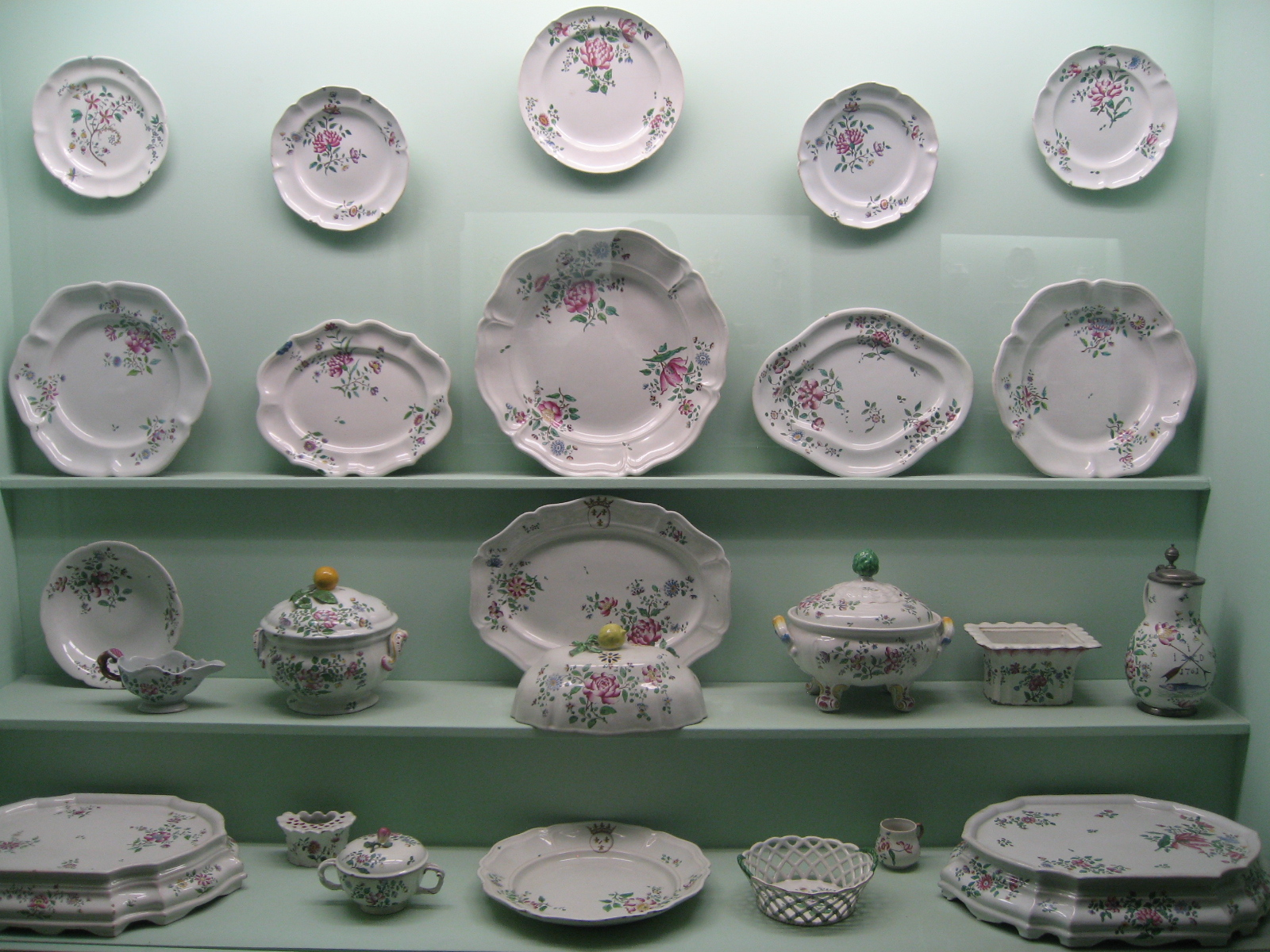
Faïences à décor de fleurs des Indes de petit feu en qualité contournée[n 6], musée des arts décoratifs de Strasbourg
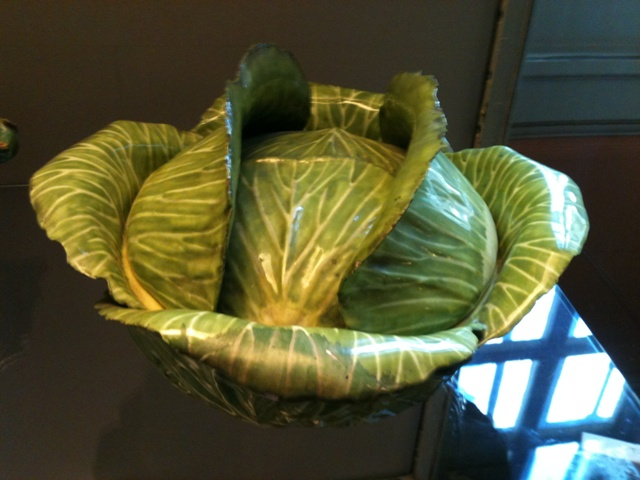
Terrine à chou, faïence, musée des arts décoratifs de Bordeaux
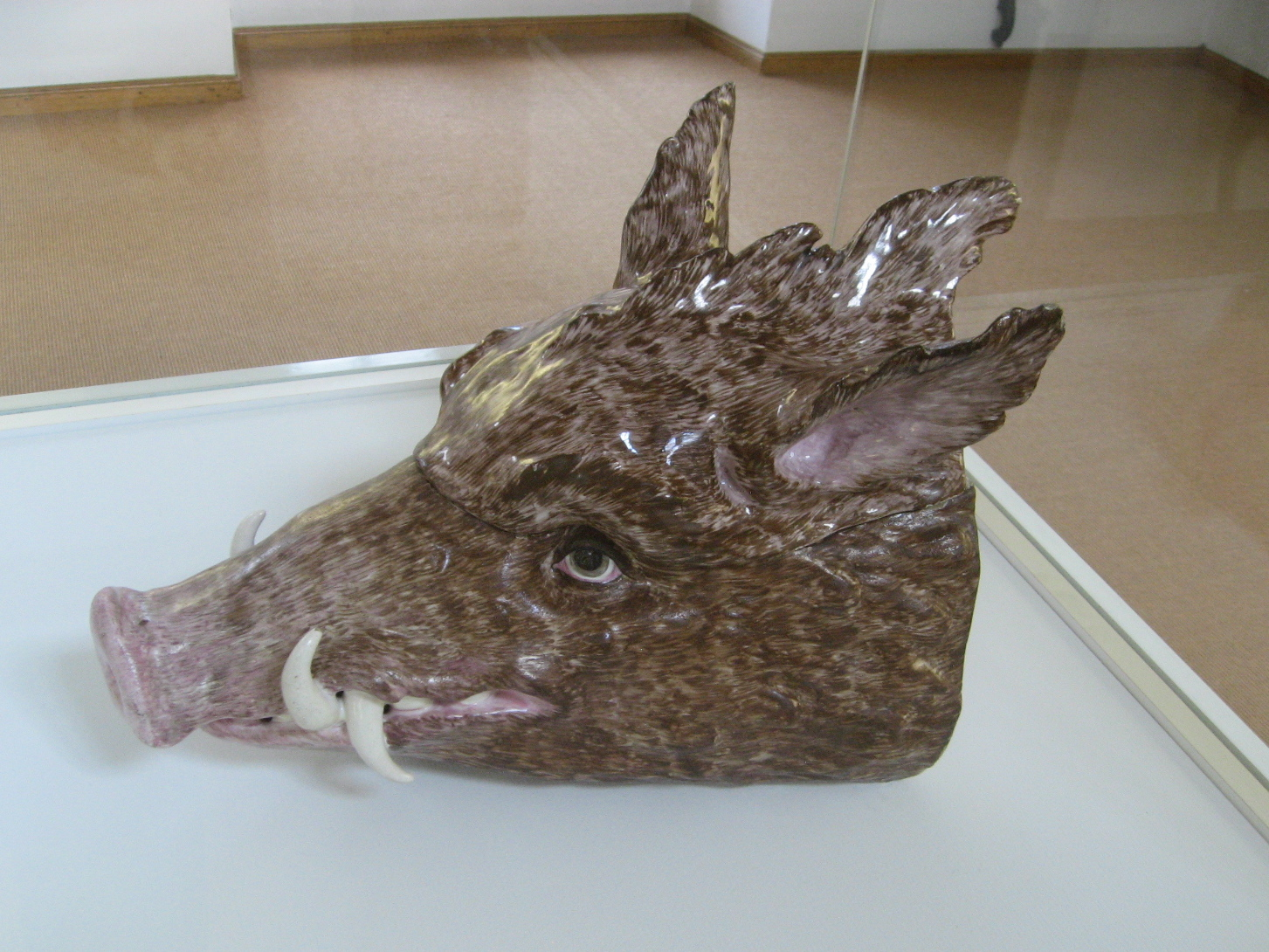
Terrine à hure de sanglier, faïence à décor de petit feu, palais Rohan de Strasbourg

Quand son fils Joseph-Adam de marie en juin 1759, Paul-Adam lui abandonne sur la manufacture de Frankenthal en toute propriété moyennant 125 273 livres. Lorsque Paul-Adam meurt à Strasbourg le 31 mai 1760, ses héritiers s'accordent pour réduire cette somme à 73 000 livres (selon Tainturier, Paul-Adam a été marié deux fois et a eu 15 enfants ; selon D'Albis, il a deux fils et cinq filles). Frankenthal reste sous le contrôle familial jusqu'en 1762[réf. nécessaire].

### Pierre-Antoine Hannong
À la suite de la mort de leur père Paul-Adam, Joseph-Adam conserve donc la manufacture de Frankenthal et son second fils Pierre-Antoine récupère les manufactures de Strasbourg et Haguenau évaluées à 118 000 livres. Une convention du 31 décembre 1760 stipule que Joseph a seul le droit de disposer du secret de la porcelaine mais qu'en cas de vente un tiers du prix doit revenir à Pierre-Antoine ; et que Joseph ne doit pas fabriquer de faïence, de même que Pierre-Antoine ne doit pas fabriquer de porcelaine. Cependant ces engagements ne sont pas tenus.
Pierre-Antoine prend pour associé un nommé Déis, puis abandonne l'administration de Strasbourg et d'Haguenau à la veuve de Löwenfinck. Il cède enfin définitivement les deux manufactures alsaciennes à son frère Joseph-Adam.

### Joseph-Adam Hannong

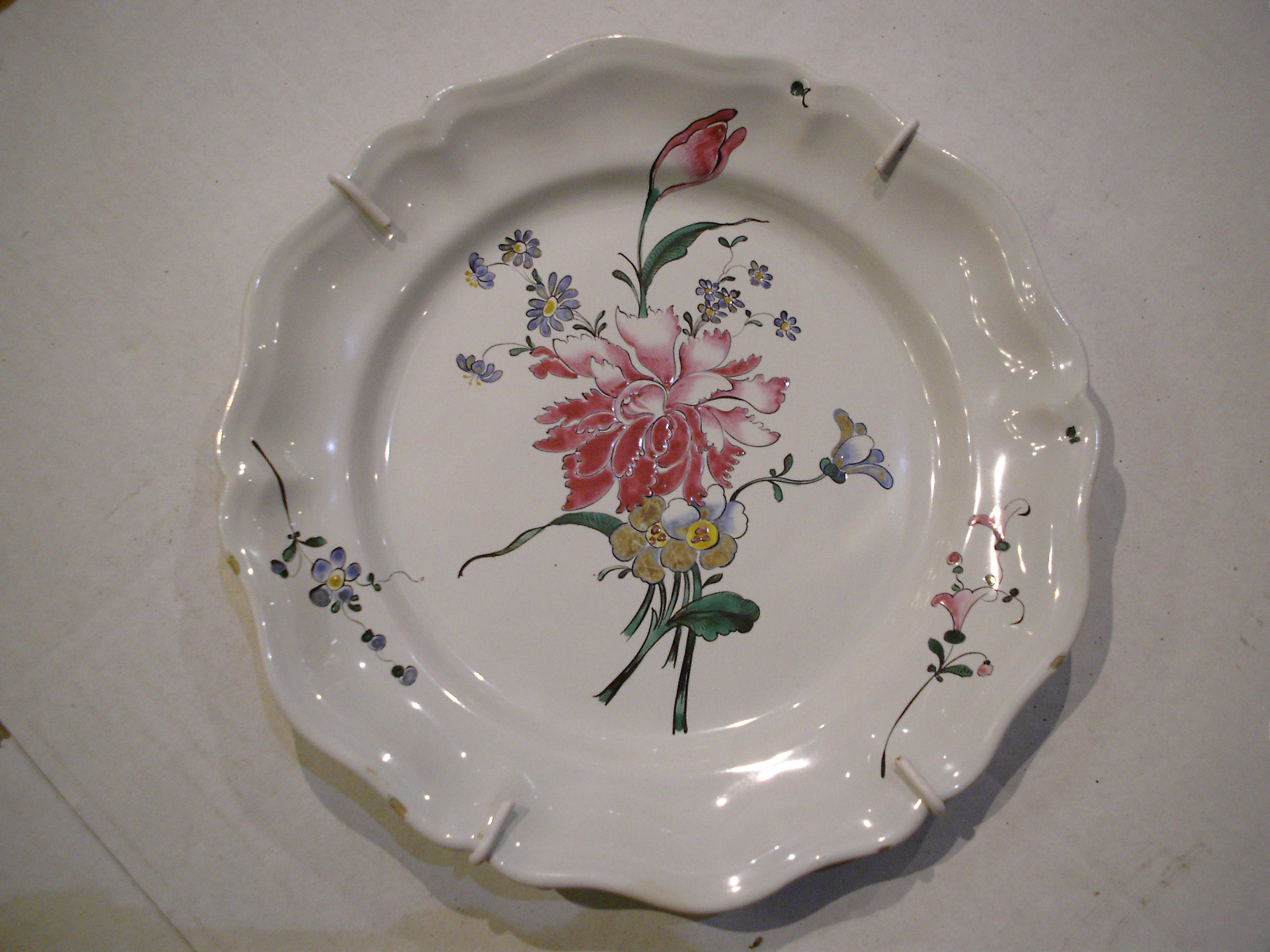
Assiette Joseph Hannong, musée du pain d'épice de Gertwiller

La troisième génération des Hannong est incarnée par ses fils, en particulier Joseph-Adam qui prend la direction de Frankenthal et Pierre-Antoine qui quitte l'année suivante les manufactures de Haguenau et Strasbourg pour tenter de s'établir à Paris. En 1762, De retour à Strasbourg, Joseph devient le patron des manufactures en 1762. Il revend la manufacture de Frankenthal à l'Électeur palatin Karl Theodor. Il conduit la qualité picturale des décors des manufactures à son apogée. Il se place sous la protection du prince-évêque de Strasbourg, le cardinal Louis-Constantin de Rohan-Guéméné, pour fabriquer de la porcelaine, ce qu'il fait jusqu'à la mort de celui-ci. Malheureusement, les dettes contractées auprès du cardinal de Rohan, qui lui sont réclamées après la mort du fastueux prélat, le conduisent à la faillite vers 1780.[réf. nécessaire]

Joseph Hannong
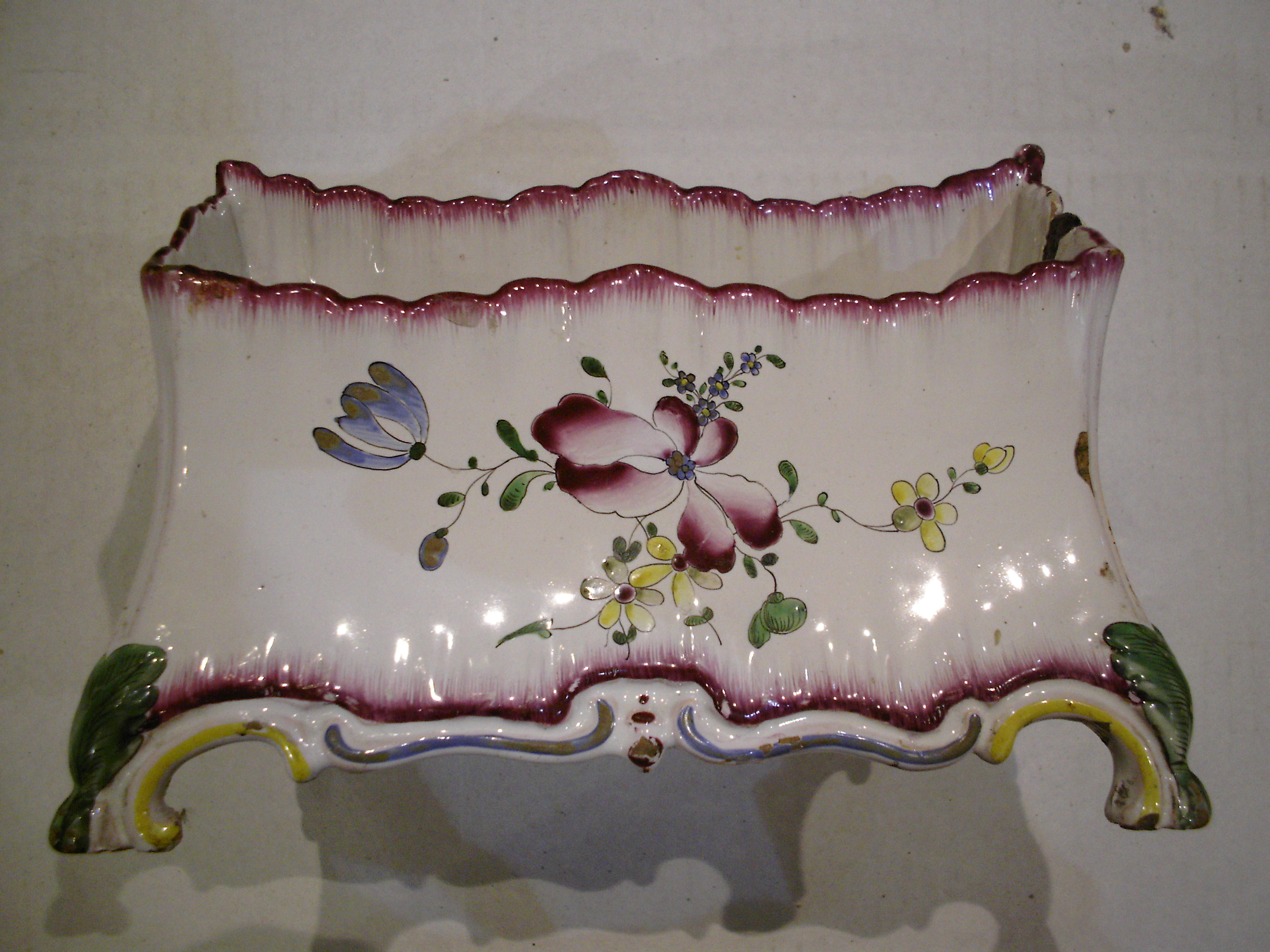
Caisse à oignons de qualité contournée[n 6], musée du pain d'épice de Gertwiller
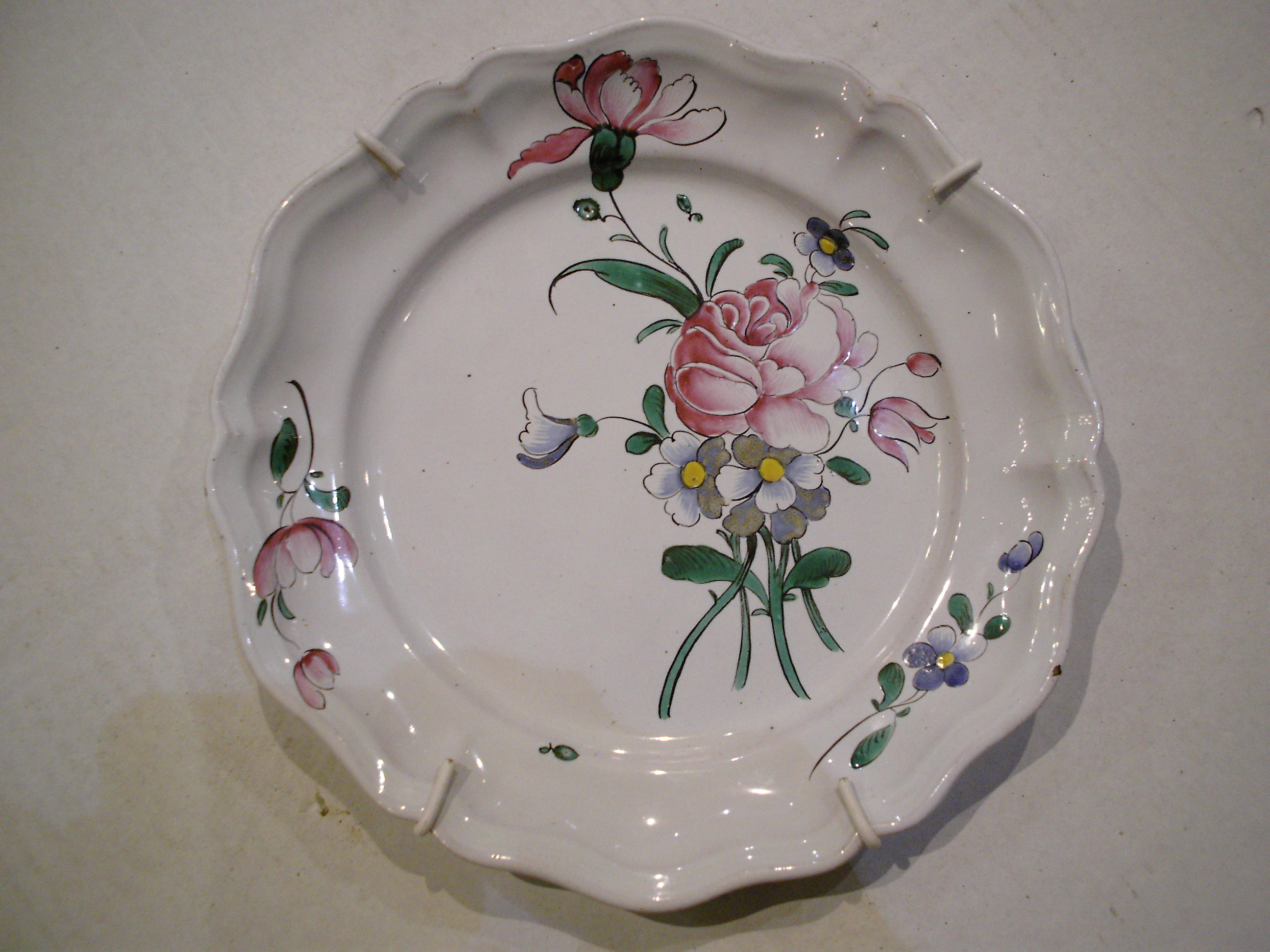
Assiette de qualité contournée[n 6], musée du pain d'épice de Gertwiller
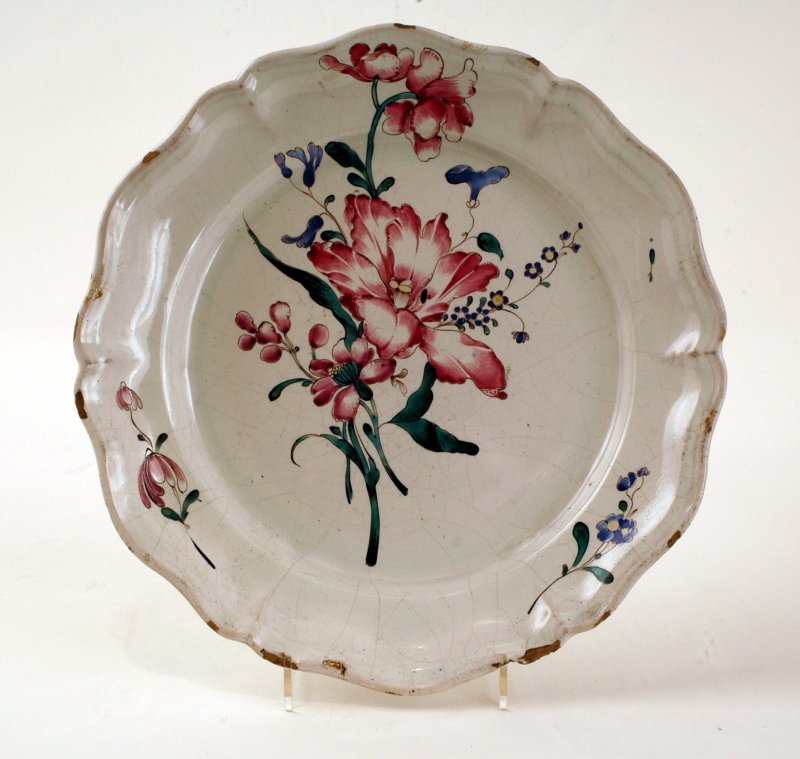
Assiette à décor au bouquet, musée des arts décoratifs de Bordeaux

### La troisième génération Hannong et Sèvres
Le gouvernement, et en particulier le contrôleur général des finances Henri Jean Baptiste Bertin (qui ne devient ministre qu'en 1763 et commissaire du roi responsable pour Sèvres à partir de 1767), s'inquiète toujours de l'avance qu'a prise l'Allemagne dans le domaine de la porcelaine. Bertin est désigné responsable de la production de porcelaine à pâte dure en 1759. À partir de novembre 1759, la manufacture acquiert plusieurs pièces de porcelaine de Frankenthal peintes de scènes de chasse, avec des bords dorés et un décor rococo. Le 21 mars 1760 Bertin demande à Jacques-René Boileau, directeur (1753-1772) de Sèvres, d'établir un questionnaire destiné à Paul-Adam Hannong, qui y répond le 25 avril. Mais ce dernier meurt le 31 mai 1760 ; une lettre de Pierre-Antoine Hannong (second fils de Paul-Adam) datée du 21 janvier 1781 indique que ce dernier est mort avant que la transaction ait pu être finalisée.
À la mort de Paul-Adam, de nouvelles ouvertures sont faites à Joseph-Adam, qui se dit possesseur de secrets particuliers ; mais ce dernier se montre encore plus difficile que son père. Et Boileau, qui se déplace jusqu'à Frankenthal, s'assure que ces secrets ne diffèrent en rien de ceux communiqués en 1753. Contact est pris avec Pierre-Antoine, qui s'est adressé à George Joseph Déis, conseiller privé et majordome du prince Hohenlohe. Déis vit à Haguenau. Il informe Courteille et madame de Pompadour de la requête de Pierre-Antoine. Pierre-Antoine Hannong signe le 29 juillet 1761 chez le notaire Vivien du Châtelet à Paris, un acte de vente « des procédés secrets de la porcelaine, au directeur de la manufacture royale de Sèvres, le sieur Boileau, dûment autorisé à traiter de ce marché, moyennant la somme de 6 000 livres en espèces et de 3 000 livres de rente viagère ou gratification annuelle, qui lui sera assignée sur telle partie des revenus du Roi qu'il lui plaira de désigner ». 

Après signature, Sèvres se rend compte que la recette est inapplicable faute de matière première ; car le premier gisement français de kaolin n'est découvert qu'en 1765 et c'est seulement à partir de cette date que Sèvres peut tirer profit du secret acheté. Entre-temps, Pierre-Antoine a dû accepter la résiliation du contrat moyennant 4 000 livres comptant et une pension viagère de 1 200 francs. Boileau paye les 4 000 livres à Pierre-Antoine le 27 août 1765.